# Éric Tabarly
Éric Tabarly, född 25 juli 1931 i Nantes, död 12 eller 13 juni 1998 i Irländska sjön, var en fransk sjöofficerare och seglare. Han vann bland annat den transatlantiska kappseglingen OSTAR (Single-Handed Trans-Atlantic Race) två gånger och har inspirerat generationer av franska seglare.

## Sjöofficeraren
Tabarly gick in i flottan 1953 som underofficer och pilot. Han flög Avro Lancaster och Privateer, och tjänstgjorde i Indokinakriget. År 1958 blev han antagen till marinens officershögskola. När han pensionerades 1985 var han capitaine de frégate, motsvarande kommendörkapten i svenska marinen och kommendör i finländska marinen.

## Seglaren

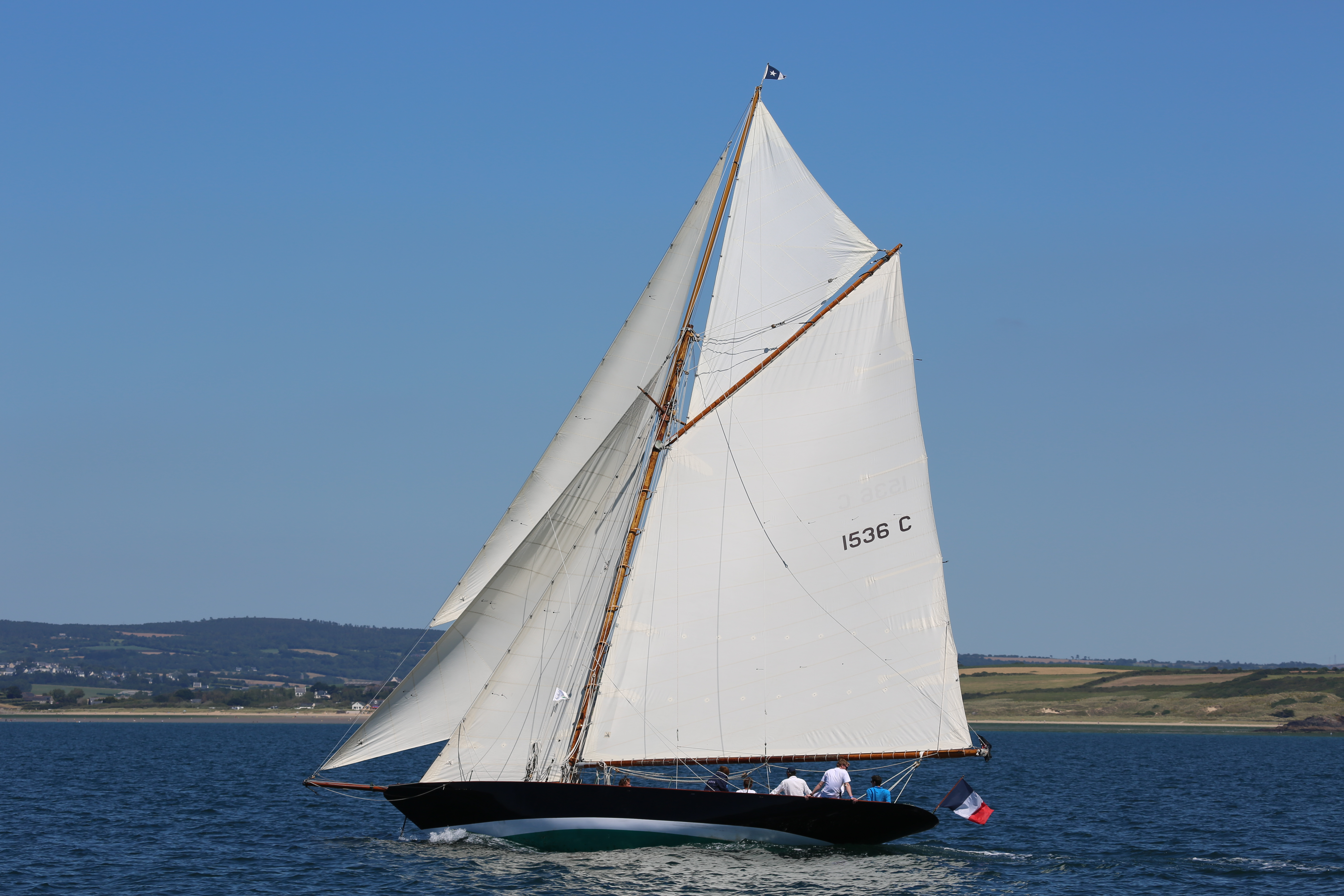
Pen Duick.

Tabarlys far köpte 1938 en gammal kutter vid namn Pen Duick (pennduig betyder svartmes på bretonska) som den unge Éric Tabarly lärde sig att segla på. I början av 1960-talet deltog han i sina första kappseglingar med denna båt.
År 1964 tävlade han i ensamkappseglingen över Atlanten (OSTAR) med en ny båt, Pen Duick II, en 13,60 meter lång ketch. Efter 27 dagar på havet anlände han först i Newport. Med denna seger fick han omedelbart hjältestatus i Frankrike.
Med sin tredje båt, Pen Duick III, vann han 1967 bland andra Fastnet, Sydney-Hobart och Gotland Runt. Pen Duick IV blev hans första trimaran. Med henne deltog han i OSTAR 1968 men tvingades att ge upp efter en kollision med ett fartyg. Båten ägdes sedan av Alain Colas som bytte hennes namn till Manureva. År 1978 försvann Colas och Manureva spårlöst under den första Route du Rhum.
År 1969 vann Tabarly ensamskappseglingen över Stilla havet från San Francisco till Tokyo med Pen Duick V, och 1976 vann han OSTAR för andra gången med Pen Duick VI, en 22,25 meter lång ketch. År 1980 slog han Charlie Barrs transatlantiska rekord från 1905 på tiden 10 dagar, 5 timmar, 14 minuter och 20 sekunder.
Han undervisade en hel generation franska seglare. Bland de seglare som var ombord med honom innan de blev berömda kan nämnas: Alain Colas (vinnare, OSTAR 1972), Marc Pajot (vinnare, Route du Rhum 1982), Titouan Lamazou (vinnare, Vendée Globe 1990), Philippe Poupon (vinnare, Route du Rhum 1986) och Michel Desjoyeaux (vinnare, Vendée Globe 2000 och 2008).

## Författaren

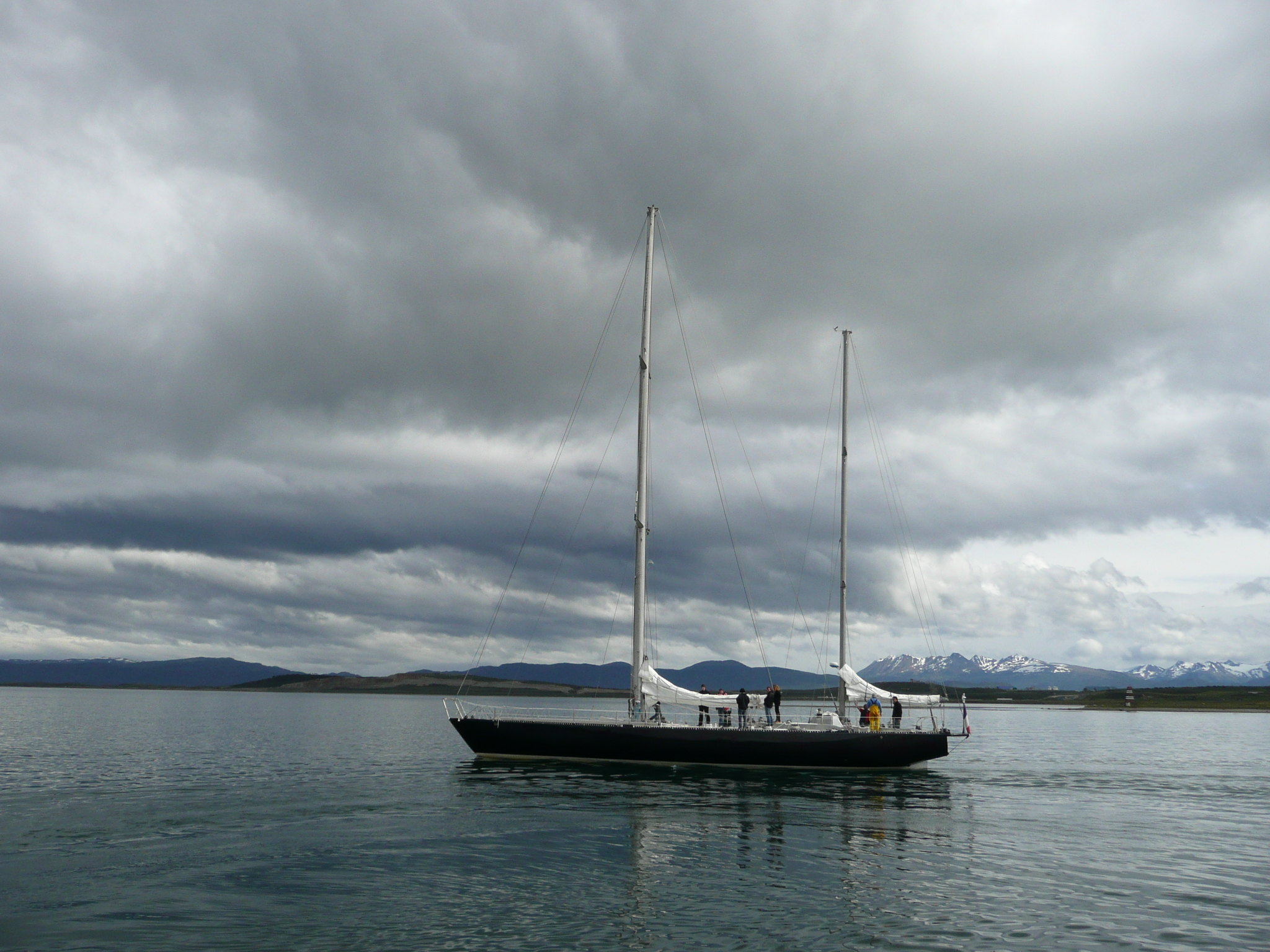
Pen Duick VI.

Éric Tabarly skrev många böcker om segling, varav den första översattes till svenska:
- Pen Duick vinner, Forum, 1965 (Victoire en solitaire, Arthaud, 1964)

## Död
Éric Tabarly försvann i Irländska sjön natten mellan den tolfte och trettonde juni 1998 då han seglade i sin båt Pen Duick I och ramlade i vattnet. Hans kropp återfanns en månad senare av bretonska fiskare.
Han var gift och hade en dotter.